# برنارد (بازیکن فوتبال)
برنارد آنیسیو کالدیرا دوآرچه (پرتغالی: Bernard Anício Caldeira Duarte؛ زادهٔ ۸ سپتامبر ۱۹۹۲) که با نام برنارد یا برنارد دوآرچه شناخته می‌شود، بازیکن فوتبال اهل برزیل است.
از باشگاه‌هایی که در آن بازی کرده‌است می‌توان به اتلتیکو مینیرو، شاختار دونتسک و اورتون اشاره کرد.
او نخستین بازی ملی‌اش را در سال ۲۰۱۲ انجام داد و عضوی از ترکیب برزیل که قهرمان جام کنفدراسیون‌ها ۲۰۱۳ شد و به نیمه‌نهایی رسید جام جهانی فوتبال ۲۰۱۴ رسید، بود.